# Angelo Rocca

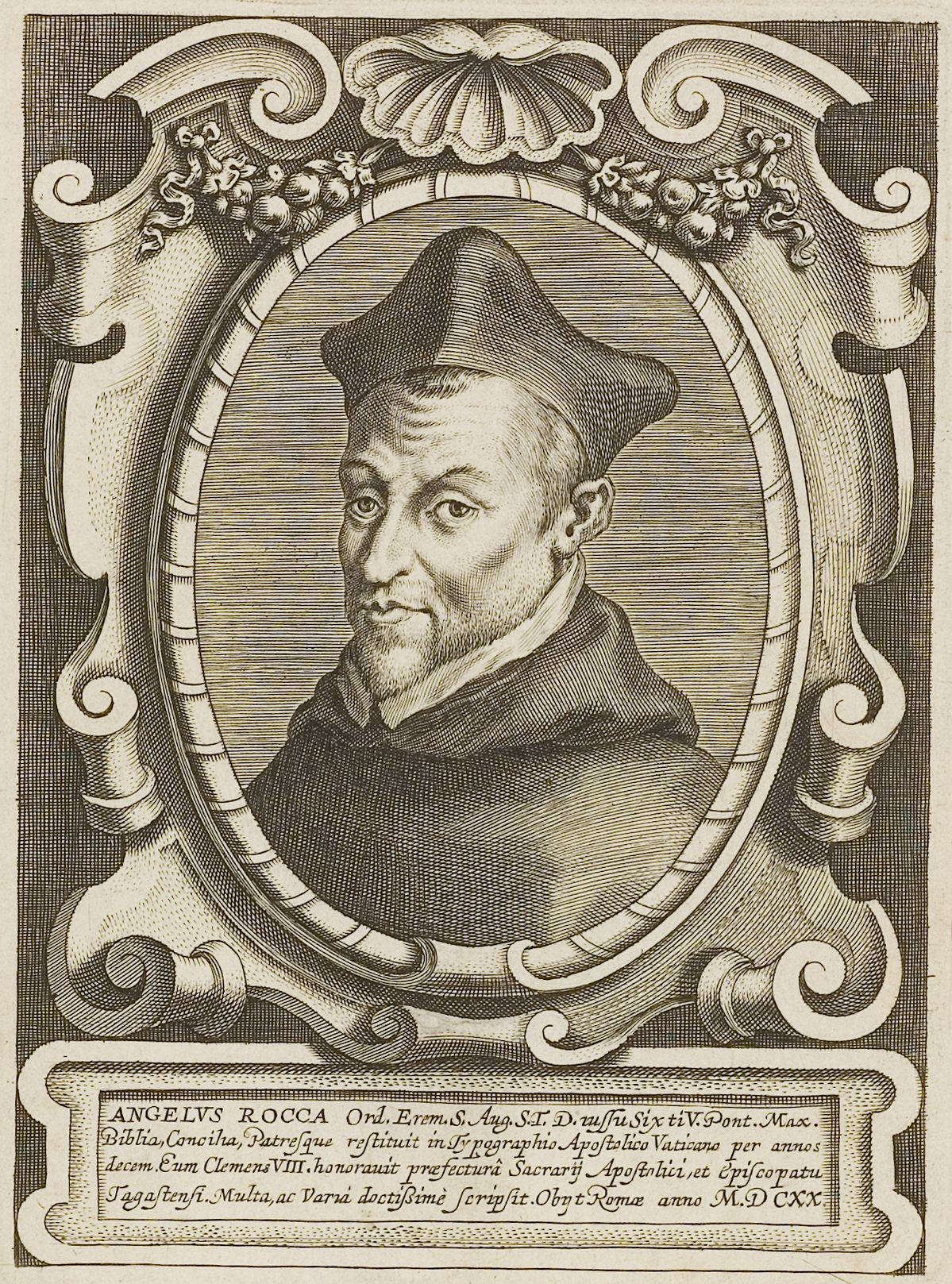
Angelo Rocca

Angelo Rocca (* 3. März 1545 in Rocca Contrada; † 8. April 1620 in Rom) war ein italienischer Gelehrter, Schriftsteller und Bibliophiler sowie Leiter der Vatikanischen Druckerei während des Pontifikats Sixtus V.
Rocca kam im Alter von sieben Jahren in das Augustinerkloster von Camerino, studierte später in Perugia, Rom und Venedig Theologie und promovierte  1577 in Padua.  Im Jahr 1579 wurde er Generaloberer der Augustiner und wurde 1585 zum Leiter der Vatikanischen Druckerei berufen. In seiner Amtszeit wurden zwei Auflagen der lateinischen Bibelfassung Vulgata gedruckt, außerdem die Schriften der bedeutenden Theologen Egidio Colonna und Augustinus Triumphus.
Im Jahr 1605 wurde er Sakristan des Apostolischen Palastes und war ab 1605 Titularbischof von Thagaste. Im gleichen Jahr gründete Angelo Rocca in Rom eine öffentliche Bibliothek, die Biblioteca Angelica, die noch heute besteht. Sie wurde die erste öffentliche Bibliothek Roms und zählt heute 85.000 Bände und 3000 Handschriften.
Schon zu Lebzeiten wurde ihm die Ehre zuteil, dass die Augustiner ihre Bibliothek nach ihm benannten.

## Werke (Auswahl)

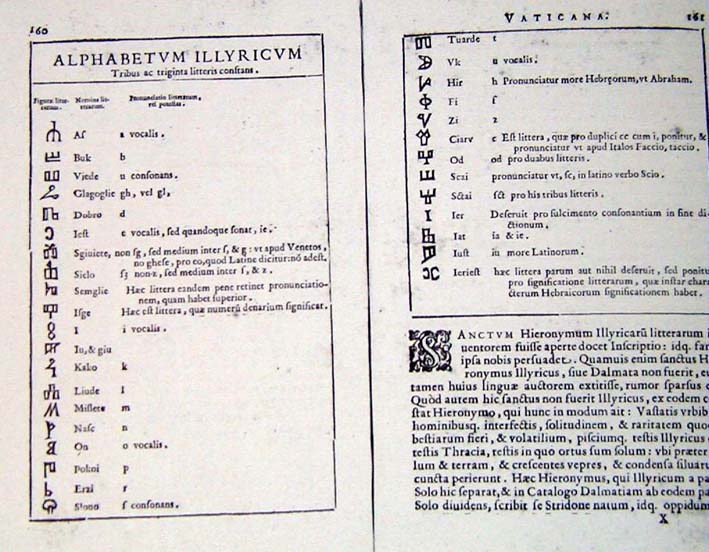
Glagolitisches Alphabet, beschrieben von Angelo Rocca im Bibliotheca apostolica Vaticana a Sixto V. pont, max. in splendidiorem locum translata commentario illustrata, Roma, 1591.

- Lorenzo Valla: Laurentii Vallae Viri doctissimi Elegantiarum linguae Latinae libri sex notationibus in libri margine scriptis, & obseruationibus ad cuiusque capitis calcem additis illustrati a F. Angelo Rocchensi ... Eiusdem Laurentij De sui, & suus, reciprocatione libellus. Index rerum & uerborum locupletissimus. apud I. Gryphium, Venezia 1576 (Latein, google.it [abgerufen am 12. März 2019]).
- Angelo Rocca: Osservazioni intorno alle bellezze della lingua latina. Presso Aldo, Venezia 1590 (google.it [abgerufen am 12. März 2019]).
- Angelo Rocca: Bibliotheca apostolica Vaticana a Sixto V. pont, max. in splendidiorem locum translata commentario illustrata. Typographia Apostolica Vaticana, Roma 1591 (Latein, google.it [abgerufen am 11. März 2019]).
- Angelo Rocca: Bibliothecæ theologicæ et scripturalis epitome. Domenico Basa, Roma 1594 (Latein, google.it [abgerufen am 11. März 2019]).
- Angelo Rocca: Sanctissimo D.N. Clementi 8. pont. max. F. Angelus Rocca Camers ... suorum laborum in B. Gregorium Magnum reliquias, hoc est, S. Gregorii, eiusq. parentum imagines, Scholia in eiusdem sacramentorum librum, Indicem in ipsius vitam a Ioanne Diacono conscriptam, Tabulas denique donariorum beatissimis apostolis Petro et Paulo ab eodem S. Gregorio dicatas D.D.D. ex typographia Vaticana, Roma 1597 (Latein, google.it [abgerufen am 12. März 2019]).
- Angelo Rocca: De Sacrosancto Christi corpore romanis pontificibus iter conficientibus præferendo commentarius. Guglielmo Facciotto, Roma 1599 (Latein, google.it [abgerufen am 11. März 2019]).
- Angelo Rocca: De canonizatione sanctorum commentarius. Guglielmo Facciotto, Roma 1601 (Latein, google.it [abgerufen am 11. März 2019]).
- Angelo Rocca: De campanis commentarius. Guglielmo Facciotto, Roma 1612 (Latein, google.it [abgerufen am 11. März 2019]). Abgedruckt bei Albert-Henri de Sallengre, Novus thesaurus antiquitatum romanarum. Band II, S. 1233–1304 (google.it).
- Angelo Rocca: Thesaurus pontificiarum sacrarumque antiquitatum, nec non rituum, praxium et caeremoniarum. Band 1. Bernabò & Lazzarini, Roma 1745 (Latein, google.it [abgerufen am 28. März 2019]).
- Angelo Rocca: Thesaurus pontificiarum sacrarumque antiquitatum, nec non rituum, praxium et caeremoniarum. Band 2. Bernabò & Lazzarini, Roma 1745 (Latein, google.it [abgerufen am 28. März 2019]).